# Shannon Elizabeth
Shannon Elizabeth Fadal (født 7. september 1973), er en amerikansk skuespillerinde og fotomodel. Elizabeth blev kendt igennem ungdomskomediefilmen American Pie fra 1999.

## Biografi
Elizabeth blev født i Houston Texas, og voksede op i Waco i Texas. I high school var hun meget interesseret i tennis, og hun vurderede at træne sig til at blive professionel. Hun arbejdede som model før hun startede sin karriere inden for film, og i august 1999 optrådte hun nøgen i Playboy.
Elizabeth deltog i World Series of Poker i 2005, og vandt en speciel kendisturnering, der skulle fejre åbningen af et nyt pokerrum på Las Vegas-casinoet Caesars Palace i januar 2006, hvor hun slog 83 kendisser og pokerspillere ud.
Elizabeth har grundlagt en non-profit dyreorganisation, som dedikerer sig til at redde og finde hjem til hjemløse kæledyr. Organisationen hedder Animal Avengers, og har blandt andet indsamlet over 50 000 dollar igennem en kendisturnering i poker i 2005. 

## Udvalgt filmografi
- Cursed (2005)
- Johnson Family Vacation (2004)
- Love Actually (2003)
- American Pie 2 (2001)
- Jay and Silent Bob Strike Back (2001)
- Thir13en Ghosts (2001)
- Tomcats (2001)
- Scary Movie (2000)
- American Pie (1999)
- Jack Frost (1997)

## TV
- Cuts (2005)
- Dengang i 70'erne (2003)